# Церква Воздвиження Чесного Хреста (Княгинин)
Церква Воздвиження Чесного Хреста — чинна дерев'яна церква у с. Княгинин Дубенського району на Рівненщині. Парафія належить до Рівненської єпархії Православної церкви України.

## Розташування
Церква розташована у центрі с. Княгинин, при дорозі, між забудовою.

## Історія
Церква та дзвіниця у с. Княгинин побудовані у 1737 році на кошти парафіян.
Ремонтувалася ґрунтовно в 1875 р.
Наприкінці грудня 2022 року громада церкви ухвалила рішення вийти з підпорядкування Московському патріархату та приєднатися до Православної церкви України, що й було зроблено.

## Архітектура
Церква дерев'яна невисока, видовжена в плані, триверха, тризрубна з рівновисокими зрубами. Основні об'єми складаються з бабинця та нави на прямокутних планах, а також вівтарної частини, яка має в плані шестигранну форму. Нава значно ширша та довша. Усі три зруби надбудовані восьмигранними світловими барабанами, які завершуються наметовими восьмигранними банями з одним перехватом в нижній частині. Вікна на барабанах та на тильній стіні абсиди мають оригінальні фігурні абриси. Від півдня до вівтаря прибудоване невелике приміщення ризниці.
Головний вхід має просторий притвор. Зовнішні поверхні стін опоряджені традиційним вертикальним шалюванням з нащільниками.
На північний захід від церкви знаходиться триярусна дзвіниця, в характерному «синодальному стилі». На дзвіниці є дев'ять дзвонів різних часів.
Колористичне рішення станом на 2016 року ґрунтується на блакитних поверхнях стін з доповненнями в деталях синього, блакитного, білого, зеленого, а також жовтого (бані, маківки, хрести).